# Молини (Алесандрија)
Молини је насеље у Италији у округу Алесандрија, региону Пијемонт.
Према процени из 2011. у насељу је живело 76 становника. Насеље се налази на надморској висини од 480 м.